# Ziegelbrauner Täubling
Der Ziegelbraune Täubling (Russula lateritia) ist ein Pilz aus der Familie der Täublingsverwandten (Russulaceae).

## Merkmale

### Makroskopische Merkmale
Der Hut erreicht einen Durchmesser zwischen 4 und 7 Zentimeter. Er ist weinrotbraun bis ziegelrötlich gefärbt, ähnliche wie der Ziegelrote Täubling (R. velenovsky) oder der Fleischviolette Herings-Täubling (R. graveolens); grünliche Farben sind nicht enthalten. Die Oberfläche ist stark glänzend. Die Lamellen sind cremefarben, später jedoch hell ocker getönt.
Der Stiel ist weiß und erreicht eine Länge zwischen 5 und 6,5 sowie eine Dicke von 1 bis 1,5 Zentimetern. Die Basis ist mehr oder weniger bräunlich getönt.
Das Sporenpulver ist hell dotterfarben.

### Mikroskopische Merkmale
Die Sporen messen 7–8,5 × 6–7 Mikrometer. Die Oberfläche ist mit Stacheln oder Warzen bedeckt, die isoliert stehen und kurzreihig miteinander verbunden sind. Die Stacheln oder Warzen werden bis zu 1,3 Mikrometer hoch. Die Primordialhyphen sind zwischen 3 und 4 Mikrometer breit und kräftig inkrustiert.

## Artabgrenzung
Der Ziegelrote Täubling (R. velenovsky) besitzt meist eine glanzlose Huthaut. Der Fleischviolette Herings-Täubling (R. graveolens) weist braun verfärbende Lamellen auf.

## Verbreitung

Europäische Länder mit Fundnachweisen des Ziegelbraunen Täubling.
Legende:
Länder mit Fundmeldungen
Länder ohne Nachweise
keine Daten
außereuropäische Länder

Der seltene Ziegelbraune Täubling ist in West-, Mittel und im südlichen Nordeuropa verbreitet. In Frankreich liegen die Fundorte im Jura, im Kanton Bourgogne und im Département Oise.
In Deutschland ist die Art bisher nur in Baden-Württemberg und einmal in Rheinland-Pfalz (Eifel) nachgewiesen.

## Infragenerische Systematik
Der Ziegelbraune Täubling ist ein Vertreter der Untersektion Integroidinae, einer Untersektion, die innerhalb der Sektion Lilaceae steht. Die Untersektion vereinigt mittelgroße Täublinge mit ocker- oder blassgelbem Sporenpulver, deren Fleisch graut oder schwärzt. Das Fleisch schmeckt mild, in den Lamellen aber bisweilen deutlich scharf. Die Huthautdeckschicht (Epicutis) enthält inkrustierte Primordialhyphen, aber keine Dermatozystiden.

## Bedeutung
Der Ziegelbraune Täubling ist vermutlich essbar.